# Капинус, Оксана Сергеевна
Окса́на Серге́евна Капинус (урожд. Ивченко; род. 6 сентября 1978, Москва, РСФСР) — российский учёный-правовед, специалист в области уголовного права. Доктор юридических наук, профессор. С 2011 года по 4 мая 2022 года ректор  Университета прокуратуры Российской Федерации. Государственный советник юстиции 2 класса.

## Биография
В 2000 году окончила Московскую государственную юридическую академию, в 2002 году — аспирантуру НИИ проблем укрепления законности и правопорядка при Генеральной прокуратуре Российской Федерации. Защитила диссертацию на соискание учёной степени кандидата юридических наук по теме «Проблемы мотива и цели убийства в уголовном праве России». В 2006 году в Российском университете дружбы народов защитила диссертацию на соискание учёной степени доктора юридических наук по теме «Эвтаназия как социально-правовое явление (уголовно-правовые проблемы)». Стала самым молодым по возрасту на момент присуждения учёной степени доктором юридических наук в истории СССР и России (28 лет).

## Семья
Первый муж — бывший начальник центрального управления Ростехнадзора Николай Иванович Капинус.
Второй муж — бывший первый заместитель Генерального прокурора Российской Федерации Александр Эммануилович Буксман.
Дочь Анна и сын Никита.

## Научная деятельность
Основные направления научных исследований: мотивация преступного поведения, уголовная ответственность за преступления против личности, проблемы эвтаназии, обеспечение прав и свобод человека.
Одна из ведущих специалистов России по правовым аспектам эвтаназии, неоднократно выступала по проблемам эвтаназии на центральных каналах телевидения и радио России, а также на многих научных конференциях, симпозиумах и семинарах.
В июле 2013 года внимание прессы привлекла статья Капинус, посвящённая анализу процессуального положения прокурора в уголовном судопроизводстве, опубликованная в журнале «Прокурор» и сразу размещённая на официальном сайте Генпрокуратуры Российской Федерации. Статья, содержащая призывы вернуть прокурорам былые широкие полномочия, отобранные в результате инициированной Владимиром Путиным реформы в пользу следствия, расценена комментаторами как новый виток публичного противостояния Генпрокуратуры Российской Федерации и Следственного комитета Российской Федерации. Как полагает гендиректор юридической компании ICN Максим Смирнов, идея прокурорских вывести на острие столь сложной темы «симпатичную молодую даму — это вообще военная хитрость или тактическая уловка».

## Основные труды
Автор более 100 научных и учебных работ. Некоторые из работ:
- Эвтаназия: убийство по мотиву сострадания. — М., 2002;
- Уголовно-правовое значение мотивов и целей убийства: учебное пособие. — М., 2002;
- Убийства: мотивы и цели. — М., 2004;
- Эвтаназия как социально-правовое явление. — М., 2006;
- Эвтаназия в свете права на жизнь. — М., 2006.
- Современное уголовное право в России и за рубежом: некоторые проблемы ответственности. — М., 2008.
- Настольная книга прокурора / Под ред. С.Г. Кехлерова, О.С. Капинус. — М., 2014.
- Уголовное право России. Общая часть: учебник / Под ред. О.С. Капинус. — М., 2015.
- Уголовное право России. Особенная часть: учебник / Под ред. О.С. Капинус. — М., 2015.

## Награды
- Орден «Содружество» (28 ноября 2013 года, Межпарламентская ассамблея СНГ) — за активное участие в деятельности Межпарламентской Ассамблеи и её органов, вклад в укрепление дружбы между народами государств — участников Содружества Независимых Государств[8]